# Sprungbach
Der Sprungbach ist ein orografisch linkes Nebengewässer der Dalke in Nordrhein-Westfalen, Deutschland. Der Streckenverlauf dieses überwiegend naturnahen und 4,1 km langen Sennebaches führt zu großen Teilen durch Naturschutzgebiete. Während der Bach in seinem Oberlauf vorrangig Waldzone durchquert, ist der untere Niederungsbereich überwiegend grünlandgeprägt. Durch die niederschlagsarmen Winter der letzten Jahre versiegt der Sprungbach immer öfter.

## Flussverlauf
Der Sprungbach entspringt in 148 Metern Höhe innerhalb eines als „Brakebrink“ bezeichneten und dem eigentlichen Teutoburger Wald vorgelagerten Waldgebietes. Die Quelle des Baches ist zu drei aufeinanderfolgenden naturnahen Teichen aufgestaut worden, der Sprungbach fließt hieraus in einem Kastental ab. Dieses Bachtal bildet das Naturschutzgebiet „Sprungbach-Oberlauf“, das durch die Querung der von Dalbke nach Sennestadt führenden Landesstraße L 756 begrenzt wird.

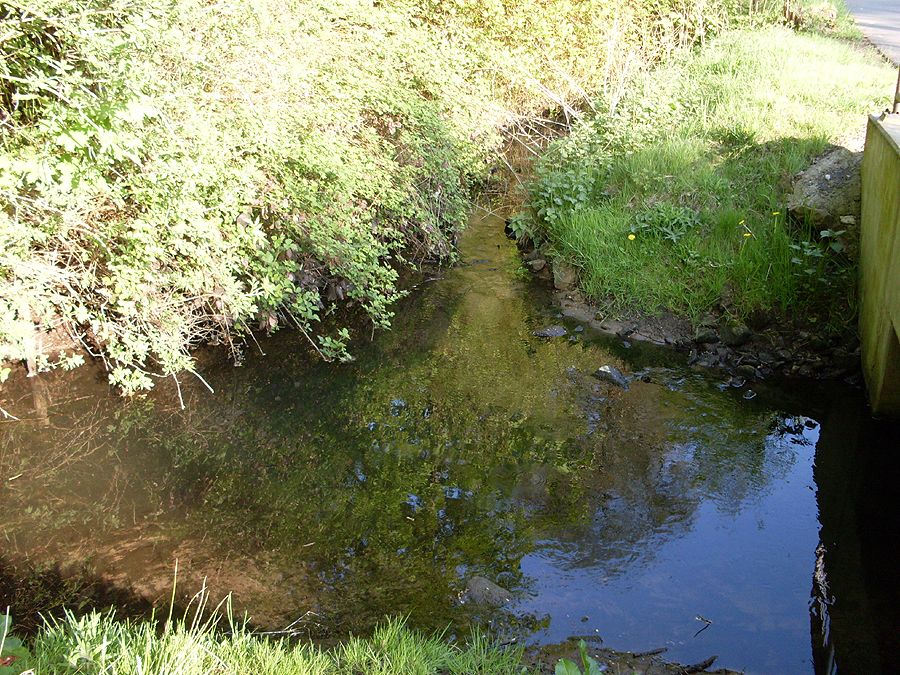
Mündung in die Dalke

Der südwestlichen Abflachung des Teutoburger Waldes folgend erreicht das Gewässer daraufhin eine weitere als Naturschutzgebiet ausgewiesene Fläche mit der Bezeichnung „Sprungbach-Mittellauf“, passiert den Bielefelder Stadtteil Sennestadt im Süden und unterquert daraufhin die Bundesautobahn 33, womit der geschützte Bereich der Bachaue endet.
Innerhalb des Siedlungsbereichs von Eckardtsheim mündet der Sprungbach schließlich linksseitig in den Bullerbach, der seinen Namen ab diesem Zufluss ändert und fortan als Dalke bezeichnet wird.
Der Sprungbach überwindet während seiner Fließstrecke einen Höhenunterschied von 34 Metern, somit ergibt sich ein mittleres Sohlgefälle von 8,5 ‰.

## NSG Sprungbach Oberlauf

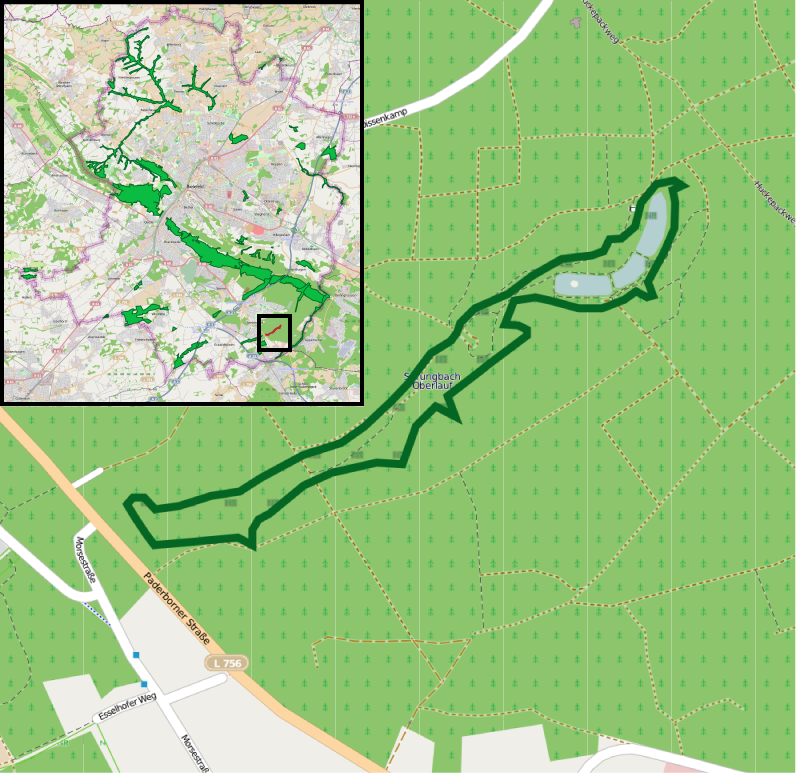
Lageplan des NSG Sprungbach Oberlauf

Das mit der Gebietsnummer BI-014 ausgewiesene Naturschutzgebiet „Sprungbach Oberlauf“ umfasst eine Fläche von etwa 7,6 ha und bildet ein schmales, tief in die Umgebung eingeschnittenes und teils steile Böschungen bildendes Quelltal. Auch die drei aufgestauten Quellteiche sind in das Schutzgebiet einbezogen. Im Uferbereich dieser Teiche finden sich Bestände von Seggen, Röhricht und Schwertlilien. Die Teiche stellen darüber hinaus einen wichtigen Laichplatz für Amphibien dar, vor allem der Grasfrosch kommt in großer Zahl vor.
Unterhalb der Teiche schließt sich ein relativ junger Erlenbruchwald an, der sich aus einer ehemaligen Feuchtwiese entwickelt hat, nachdem deren Bewirtschaftung einst aufgegeben wurde. Südwestlich dieses Bereiches folgt ein extensiv bewirtschafteter Grünlandbereich mit ausgedehnten Binsenried-Beständen in der Uferzone. Im unteren Bereich der Schutzfläche befindet sich eine kleinere zur Fischzucht genutzte Teichanlage.
Aufgrund der artenreichen Flora darf das gesamte unmittelbare Schutzgebiet nicht betreten werden.

## NSG Sprungbach-Mittellauf

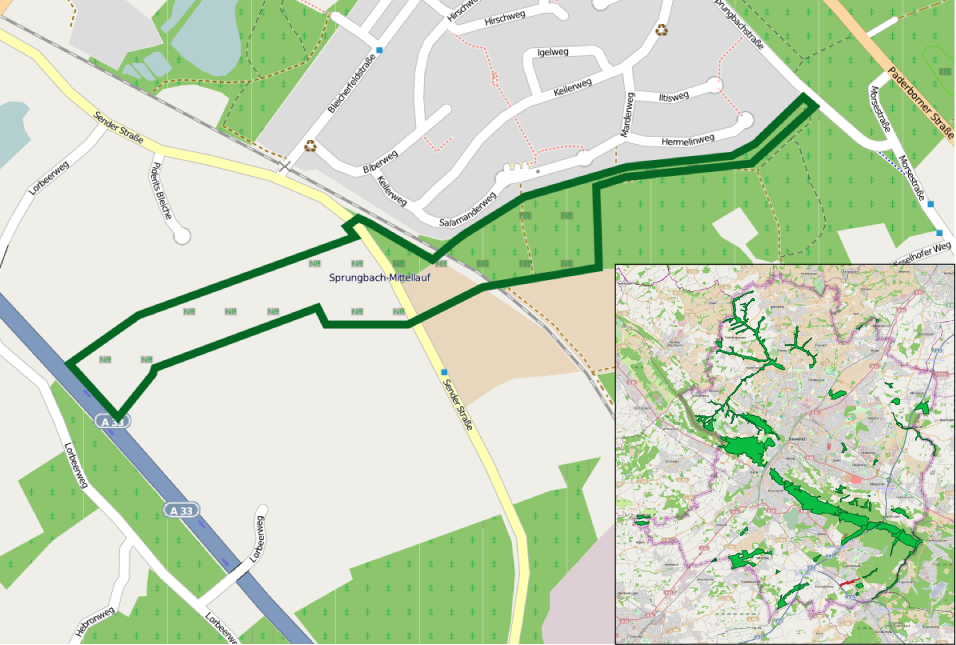
Lageplan des NSG Sprungbach-Mittellauf

Der Mittellauf des Sprungbaches bildet ebenfalls eine als Schutzgebiet ausgewiesene Fläche, die mit der Gebietsnummer BI-030 geführt wird und rund 12 ha Größe umfasst. Innerhalb der Bachaue bildet diese teilweise direkt an Siedlungsbereiche angrenzende Zone einen Biotopverbundabschnitt. Während sich das Gewässer nahe der Siedlung teilweise begradigt zeigt, ist es im übrigen Bereich des Mittellaufes naturnah entwickelt mit Ufer- und Unterwasservegetation. Das saubere Wasser ist Lebensraum zahlreicher Fischarten, unter anderem bildet das Bachneunauge eine reproduzierende Population.
Im weiteren Verlauf des Schutzgebietes finden sich im Uferbereich des Baches, der inzwischen ein für die Sennebäche typisches sandiges Bett zeigt, ein weiterer Bruchwald mit Seggenried, Feuchtwiesen sowie zwei naturnahe kleinere Teiche.

## Umwelt
Aufgrund der Tatsache, dass große Teile des Sprungbaches unter Naturschutz stehen, verfügt er über eine recht positive Gewässergüte. Der Bach wird im gesamten Verlauf der Gewässergüteklasse II zugerechnet und gilt somit als „mäßig belastet“.